# Nertobriga leucospila
Nertobriga leucospila är en fjärilsart som beskrevs av Walker 1865. Nertobriga leucospila ingår i släktet Nertobriga och familjen trågspinnare. Inga underarter finns listade i Catalogue of Life.